# Juana, instigadora
Juana, instigadora  es el séptimo capítulo de la cuarta temporada de la serie de televisión argentina Mujeres asesinas. Este episodio se estrenó el día 19 de febrero de 2008.
En el libro de Mujeres asesinas este capítulo recibe el nombre de Juana Z., manipuladora cambiando el modus operandi y agregando la inicial del apellido de la asesina.
Este episodio cuenta con Mirta Busnelli y Bárbara Lombardo, en el papel de asesinas. Coprotagonizado por Antonio Grimau y Laura Azcurra. También, contó con la actuación especial de Marita Ballesteros.

## Desarrollo

### Trama
A Juana (Mirta Busnelli) la vida se le está tornando algo pesada: su trabajo manejando la contabilidad de pequeños clientes se está agotando, su cuerpo ya muestra las huellas del indeclinable paso del tiempo; y la crianza de su hija Laura (Bárbara Lombardo) se le está complicando: ya es una adolescente pero, debido a un retraso madurativo, actúa como una niña de ocho años. Su marido Raúl (Antonio Grimau) trabaja todo el día en el negocio familiar, una mueblería. Pero además de ser su ámbito laboral, es el espacio que le permite evadirse de sus problemas cotidianos. Y Nancy (Laura Azcurra) su empleada, es el motivo que borra la mayoría de sus "angustias". Juana comienza a sospechar que su esposo lleva una doble vida. Y Laurita, desde su más tierna inocencia, será quien revele la tan temida verdad. Cansada de toda la situación, Juana tomará una drástica – y trágica – decisión con la sola intención de "escapar" de tanto sufrimiento. Al descubrir que Nancy, la empleada de Raúl está embarazada de él, Juana instiga a Laurita a hacer un postre para Raúl, donde cambia el azúcar por Raticida. 

### Condena
Juana fue condenada a 9 años de prisión. En la cárcel se dedicó a la costura y al estudio de la Biblia. No recibía visitas y protagonizaba permanentes peleas con sus compañeras. Recuperó la libertad y se instaló en el sur de Chile, donde se casó con el encargado de un campo. Su hija permanece internada en un taller para discapacitados.

## Elenco
- Mirta Busnelli
- Bárbara Lombardo
- Antonio Grimau
- Laura Azcurra
- Marita Ballesteros